# Campeonato Internacional de Clubes Femenino 2014
El Campeonato Internacional de Clubes Femenino 2014 fue la tercera edición del torneo. Se jugó en Tokio y Mimasaka entre el 30 de noviembre y el 6 de diciembre de 2014.
São José se coronó campeón al vencer al Arsenal Ladies por 2 goles a 0.

## Equipos participantes
Jiangsu Huatai de China fue el último en clasificarse ganando el Torneo Clasificatorio IWCC. Al igual que en la pasada edición, el campeón de la Liga de Campeones Femenina de la UEFA, el Wolfsburgo, no participó.
| Equipo               | Vía de clasificación                   | Confederación                     |
| -------------------- | -------------------------------------- | --------------------------------- |
| Arsenal Ladies       | Invitado                               | UEFA                              |
| Melbourne Victory    | W-League 2013/14                       | Federación de Fútbol de Australia |
| São José             | Copa Libertadores 2013                 | Conmebol                          |
| Jiangsu Huatai       | Ganador del Torneo Clasificatorio IWCC | AFC                               |
| Urawa Red Diamonds   | Liga Nadeshiko 2014 Serie Regular      | Asociación de Fútbol de Japón     |
| Okayama Yunogo Belle | Liga Nadeshiko 2014 Serie Emocionante  | Asociación de Fútbol de Japón     |

## Cuadro
El calendario fue revelado el 7 de octubre de 2014.

## Primera ronda
| Equipo 1             | Resultado | Equipo 2          |
| -------------------- | --------- | ----------------- |
| Urawa Red Diamonds   | 5 - 1     | Jiangsu Huatai    |
| Okayama Yunogo Belle | 5 - 0     | Melbourne Victory |

## Semifinales
| Equipo 1             | Resultado | Equipo 2   |
| -------------------- | --------- | ---------- |
| Urawa Red Diamonds   | 0 - 1     | São José   |
| Okayama Yunogo Belle | 0 - 2     | Arsenal FC |

## Tercer Lugar
| Equipo 1           | Resultado | Equipo 2             |
| ------------------ | --------- | -------------------- |
| Urawa Red Diamonds | 4 - 0     | Okayama Yunogo Belle |

## Final
| Equipo 1 | Resultado | Equipo 2   |
| -------- | --------- | ---------- |
| São José | 2 - 0     | Arsenal FC |

## Premio
El premio total acumulado fue de ¥10 millones de yenes (unos $85.000 dólares) para todos los equipos combinados.
| Predecesor: 2013 | Campeonato Internacional de Clubes Femenino III edición | Sucesor: - |